# Leptocyathus
Genre
Leptocyathus est un genre éteint de coraux durs de la famille des Caryophylliidae.

## Liste d'espèces
Selon World Register of Marine Species (28 juin 2015), Leptocyathus comprend l'espèce suivante :
- Leptocyathus elegans Milne Edwards & Haime, 1850 †